# Misha, la gata violeta
Misha, la gata violeta és una sèrie de dibuixos animats per a televisió que s'estrenà al Canal Super3, el 15 de setembre de 2014. Coproduïda per la productora Teidees Audiovisuals, Televisió de Catalunya i Digitoonz, és inspirada en llibres de Philip Stanton.
Consta de dues temporades, amb un total de 78 capítols de 7 minuts cadascun. Es tracta d'una sèrie d'humor i aventures ambientada en un món urbà habitat per animals d'aspecte i comportaments humans. Allí hi seguim les vivències de la colla de la Misha (amb la Verònica Vaca, el Llorenç Llangardaix, l'Hilari Hipopòtam i la Gina Girafa). Tanmateix, en l'argumentari dels capítols s'hi veuen reflectits una sèrie de valors com la solidaritat, amistat, diferència, entre d'altres.

## Argument
La Misha és una gata molt desperta i espavilada, té molta curiositat per investigar tot allò que passa al seu voltant i això la porta a viure aventures molt divertides amb els seus amics. En el món de la Misha poden passar moltes coses; però sobretot aventures trepidants, investigacions misterioses, competicions delirants... i un sentiment d'amistat entranyable.